# Arona (Piemont)

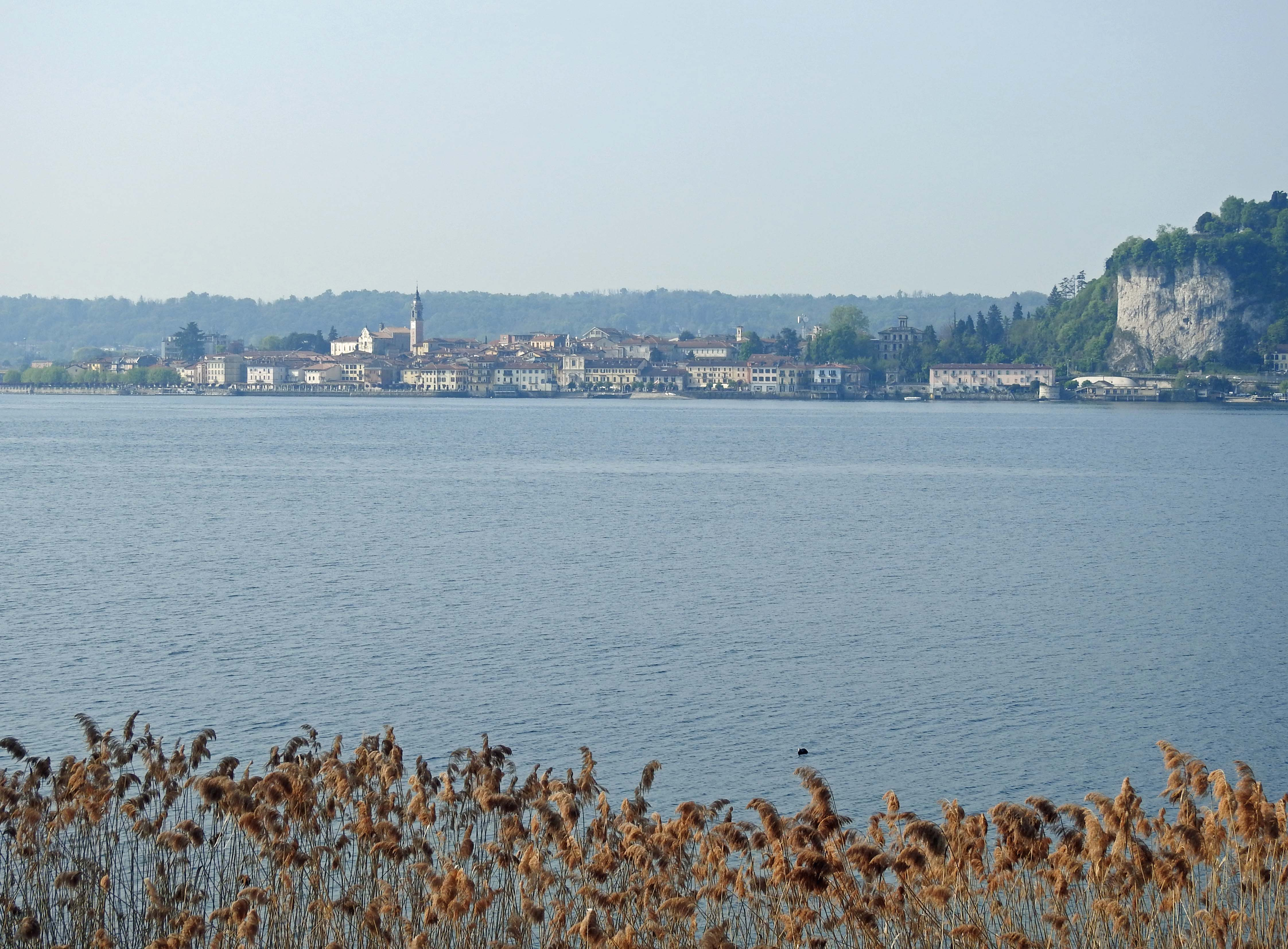
Arona am Lago Maggiore

Arona (piemontesisch und lombardisch Arùna) ist eine norditalienische Stadt mit 13.730 Einwohnern (Stand 31. Dezember 2023) in der Region Piemont, am Südwest-Ufer des Lago Maggiore. Sie ist ein Fremdenverkehrsort.
Die Nachbargemeinden sind: Angera (VA), Comignago, Dormelletto, Invorio, Meina, Oleggio Castello und Paruzzaro.

## Geschichte

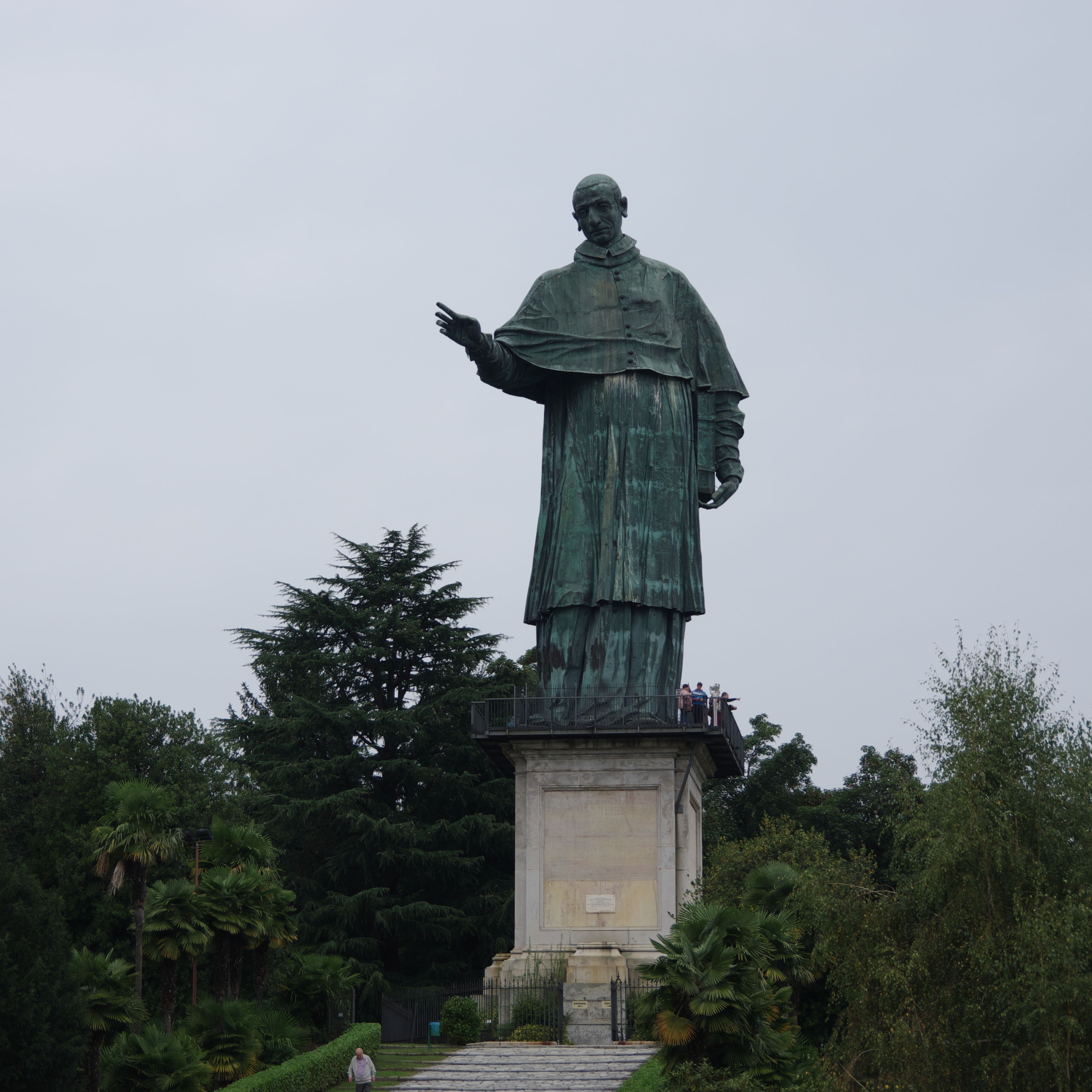
Statue von San Carlo Borromeo in Arona

Seit etwa dem 14. Jahrhundert v. Chr. war das Gebiet des heutigen Arona besiedelt. In der Epoche der römischen Herrschaft war der Ort ab dem 1. Jahrhundert n. Chr. ein Militärstützpunkt. Es blieben u. a. Grabsteine aus dieser Ära erhalten. Im Frühmittelalter besaß Arona eine Festung und gehörte zur Grafschaft Stazzona. 979 gründete hier Graf Amizzone del Seprio die Benediktinerabtei San Salvatore. Seit dem Beginn des 11. Jahrhunderts übten die Erzbischöfe von Mailand die Herrschaft über den Ort und das Kloster aus. Nachdem Kaiser Friedrich I. Barbarossa Mailand 1162 zerstören hatte lassen, flohen viele Verbannte nach Arona. Im 12. Jahrhundert fiel Arona an die Familie der Torriani, 1277 an die Visconti. Ab dem 13. Jahrhundert ist das Marktrecht für den Ort belegt. Anfang des 14. Jahrhunderts wurde Arona eine freie Kommune unter der Oberherrschaft der Benediktinerabtei. Herzog Filippo Maria Visconti von Mailand übergab den Ort 1439 an Vitaliano I. Borromeo als Lehen und erhob diesen sechs Jahre später zum Grafen von Arona. Vitaliano Borromeo ließ die Festungsanlagen von Arona wieder in Stand setzen.
Am 11. April 1503 unterzeichneten Ludwig XII. von Frankreich und die Eidgenossen in Arona einen Friedensvertrag, in dem der französische König in seiner Eigenschaft als Herzog von Mailand die Stadt und Grafschaft Bellinzona an Uri, Schwyz und Nidwalden abtrat. Die Familie Borromeo hielt Arona bis 1797 als Lehen. 1523, 1636 und 1644 wurde es von den Franzosen belagert. Im Vertrag von Worms (1743) trat Österreich Arona mit dem gesamten Westufer des Lago Maggiore an das damals von Karl Emanuel III. regierte Königreich Sardinien ab. Die Festung von Arona ließ Napoleon im Jahr 1800 niederreißen. In der zweiten Hälfte des 19. Jahrhunderts wurde der Ort an das Eisenbahnnetz angeschlossen. Eisenbahnlinien verbanden Arona ab 1855 mit Novara sowie ab 1881 mit Mailand und führten ab 1906 durch den Simplontunnel nördlich in die Schweiz. Ab dem Ende des 19. Jahrhunderts steigerte sich die wirtschaftliche Prosperität des Ortes ein wenig.
Während des Zweiten Weltkriegs kam es nach Italiens Kriegsaustritt im September 1943 im Massaker vom Lago Maggiore zu den ersten Massenmorden an Juden in Italien, wobei vor allem Bewohner von Meina, Arona und Baveno am piemontesischen Westufer des Sees betroffen waren.

## Wirtschaft
Arona ist ein bedeutendes Handelszentrum, ein beliebter Kur- und Fremdenverkehrsort, sowie ein Straßen- und Eisenbahnknotenpunkt. Es sind kleine und mittlere Industriebetriebe vorherrschend. Die Wirtschaftszweige der Stadt umfassen u. a. Maschinenbau, Süßwaren-, Bekleidungs-, Holz- und Kunststoffindustrie. Ferner wird Fischzucht betrieben. Arona ist auch eine Messestadt und ein Hafen am Lago Maggiore.

## Sehenswürdigkeiten
Nördlich von Arona befindet sich auf dem Sacro Monte di Arona der Sancarlone, eine auf einem 14 Meter hohen Granitsockel errichtete und mehr als 23 Meter hohe Kolossalstatue von Karl Borromäus. Die Statue wurde 1614 von Kardinal Federico Borromeo in Auftrag gegeben und war von ihrer Fertigstellung im Jahr 1697 bis zum Bau der Freiheitsstatue im Jahr 1886 für fast 200 Jahre die größte innen begehbare Statue der Welt. Karl Borromäus wurde im 984 erbauten Schloss von Arona geboren, das 1674 durch eine Feuersbrunst, später durch die Truppen Napoleons großteils zerstört wurde. Heute sind davon nur noch Ruinen oberhalb der Stadt zu sehen.
Zu weiteren Sehenswürdigkeiten Aronas zählen die Kollegiatkirche (15. bis 17. Jahrhundert) und die 1592 fertiggestellte Kirche Santa Maria di Loreto.

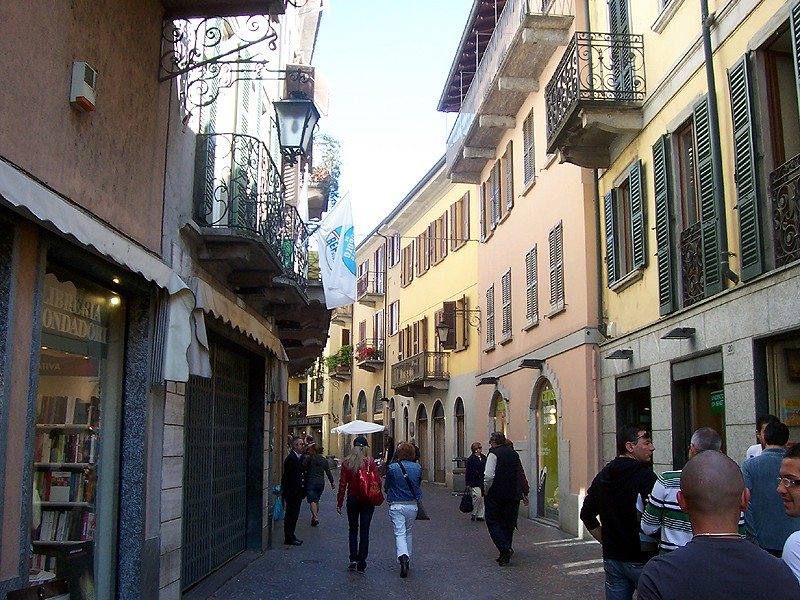
Via Cavour in Arona

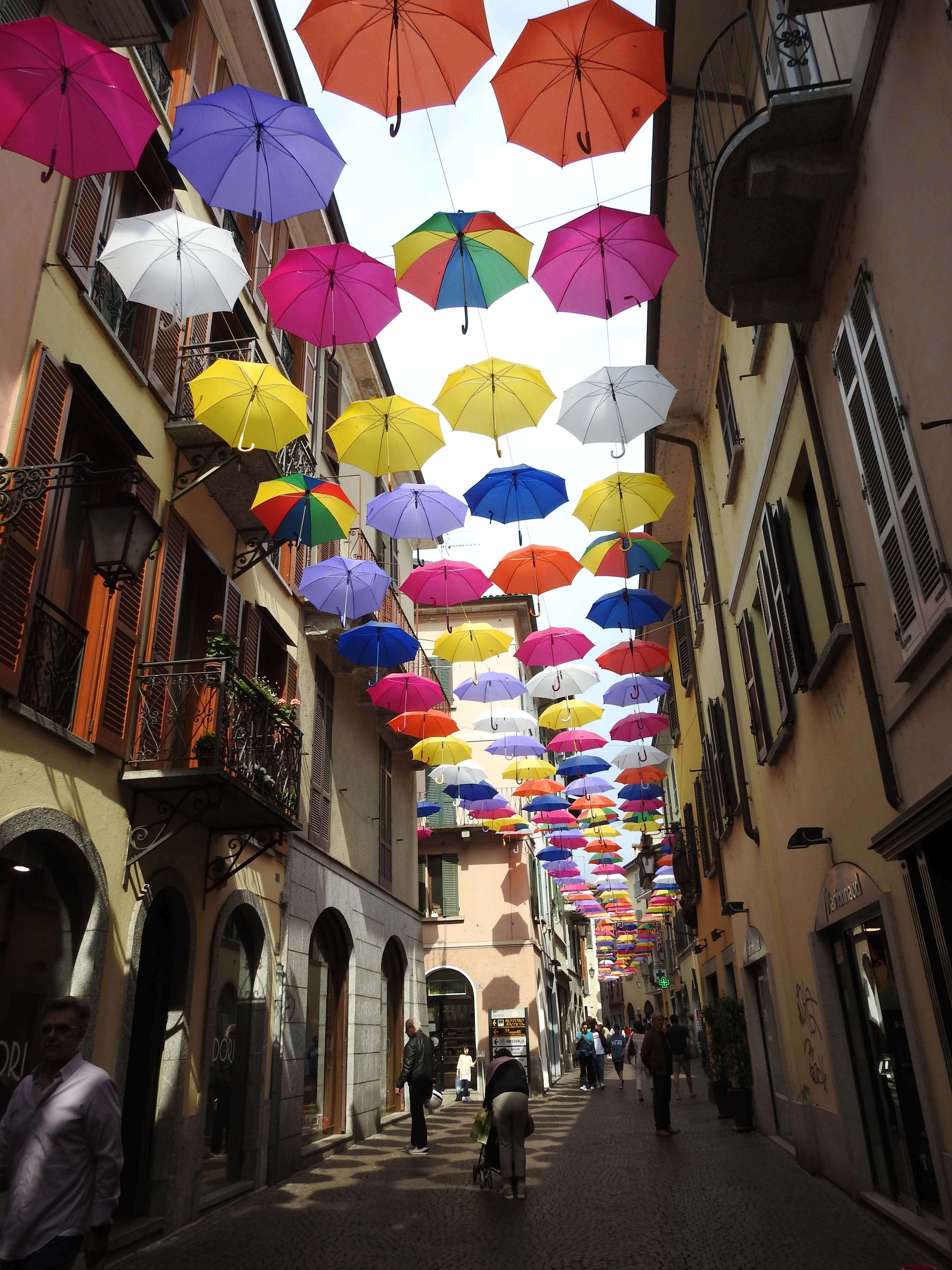
Fußgängerzone mit Regenschirmen (2017)

## Städtepartnerschaften
- Compiègne in der Picardie, Frankreich
- Arona auf Teneriffa, Spanien
- Huy in Wallonien, Belgien

## Söhne und Töchter der Stadt
- Petrus Martyr von Anghiera (1457–1526), Mönch, Prior der Kathedrale von Granada und Geschichtsschreiber
- Karl Borromäus (1538–1584), Kardinal und Heiliger der katholischen Kirche
- Giuseppe Alberti (* 14. Februar 1763 in Arona; † 1845 ebenda ?), Maler schuf den Porträt von Napoleon Bonaparte bewahrt in Merkantilmuseum, Bozen[7]
- Carlo Boniforti (1818–1879), Komponist, Organist und Musikpädagoge
- Maurilio Fossati (1876–1965), Erzbischof von Turin und Kardinal
- Claudio Caligari (1948–2015), Filmregisseur und Drehbuchautor
- Giacomo Corneo (* 1963), Wirtschaftswissenschaftler
- Daniele Negroni (* 1995), italienisch-deutscher Sänger, DSDS-Teilnehmer